# Nhà máy Motovilikha

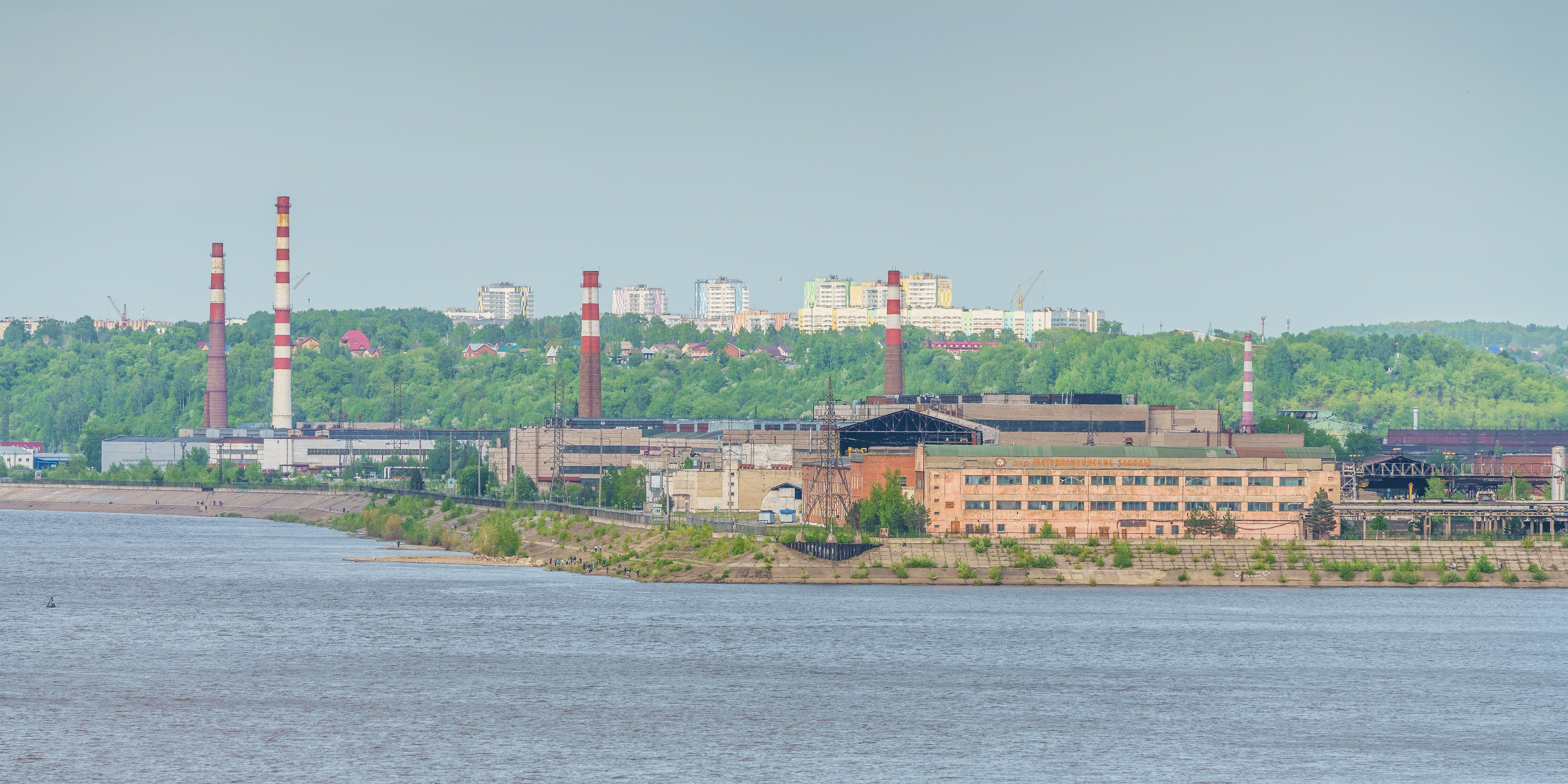
Remote view of Motovilikha Plants

 PJSC Motovilikha Plants / Motovilikhinskiye Zavody PAO (MOTZ.MM) (tiếng Nga: Мотовилихинские заводы; MCX: MOTZ) là công ty sản xuất vũ khí của Nga. Năm 2016 Motovilikha Plants gia nhập NPO Splav, thuộc tập đoàn Rostec. Nhà máy được đặt tên theo tên thị trấn Motovilikha, mà vào năm 1938 đã được hợp nhất vào thành phố Perm. Thị trấn được đặt tên theo sông Karma.

## Lịch sử

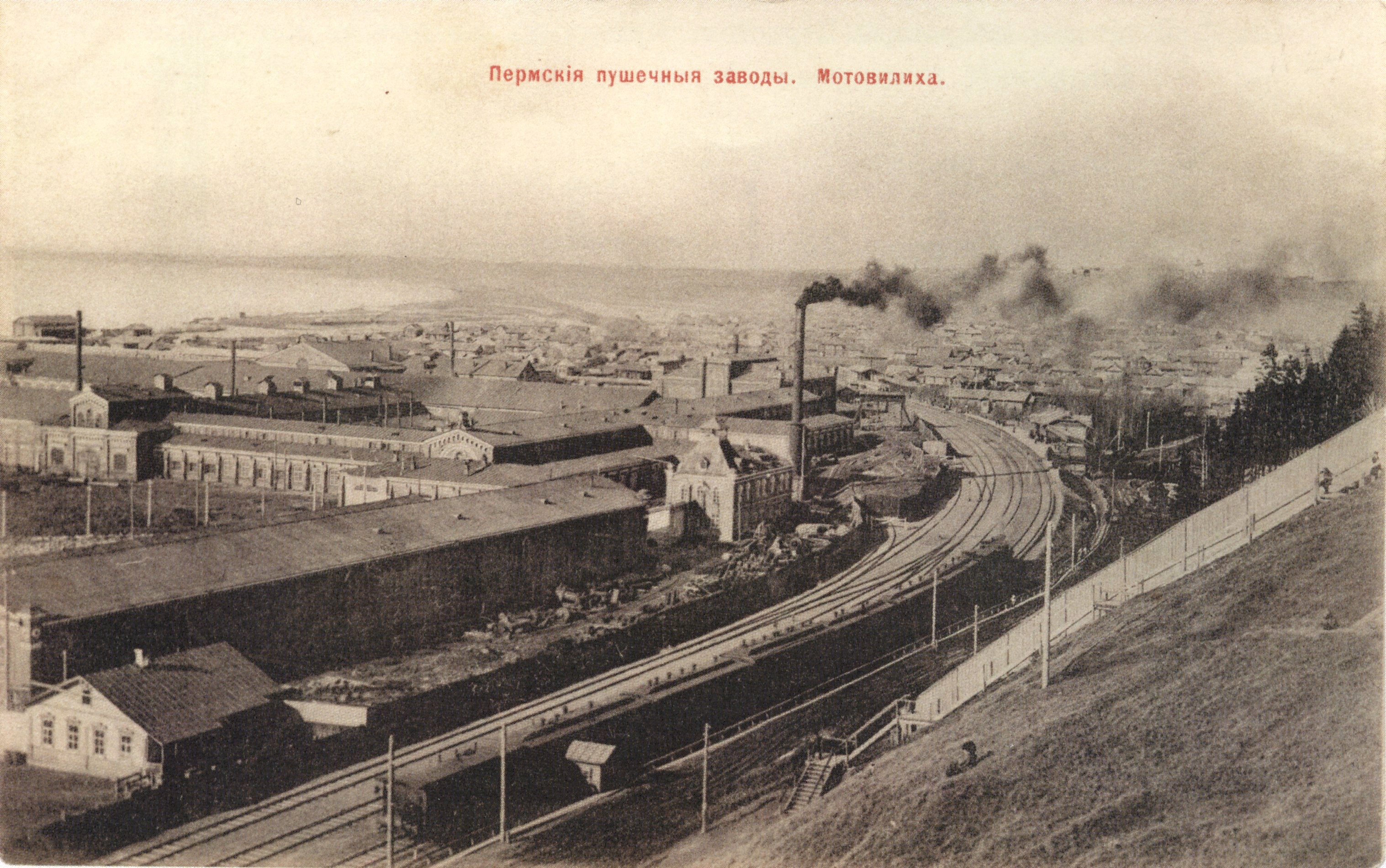
Motovilikha Plants in 1917

Nhà máy mở cửa năm 1736, khi Empress Annara lệnh bộ xây dựng nhà máy để sản xuất thép cho các nhà máy gần đó, cung cấp thép để sản xuất súng. Tính đến cuối thế kỷ 18, việc sản xuất vũ khí đã được bắt đầu tại làng Motovilikha, đáp ứng nhu cầu ngày càng tăng về vũ khí. Súng sản xuất từ Motovilikha được cung cấp cho quân đội Nga suốt các cuộc chiến trong nửa đầu thế kỷ 19, bao gồm cả cuộc chiến với Napoleon và cuộc chiến Crimean.
Nửa sau thế kỷ 19 đã chứng kiến sự gia tăng các nỗ lực sản xuất công nghiệp hóa tại Nga dẫn đến việc hợp nhất các xưởng nấu kim loại và xưởng chế tạo vũ khí trong vùng thành 1 cơ sở chế tạo vũ khí vào năm 1871.
Nhà máy chế tạo tàu hơi nước đầu tiên tại Urals, vào năm 1871, và đầu tàu máy xe lửa hơi nước đầu tiên ngay sau đó. Năm 1893, Nikolay Slavyanov giới thiệu phương pháp hàn hồ quang SMAW khi ông làm việc tại Motovilikha. Đến năm 1914, nhà máy sản xuất hầu như tất cả các loại pháo lớn của Nga. Giai đoạn đầu tiên của thời kỳ Xô viết chứng kiến sự mở rộng sản xuất của nhà máy gồm sản xuất máy, máy dụng cụ, cần trục, và các dụng cụ xây dựng. Sau khi chiến tranh thế giới 2 nổ ra, nhà máy quay trở lại sản xuất các vũ khí hạng nặng, sau khi chiến trang kết thúc, nhà máy sản xuất các sản phẩm phục vụ dân sự.
Năm 2011, nhà máy đã khai trương một dây chuyền hiện đại để sản xuất pháo hiện đại. Việc vỡ nợ đã làm nhà máy trở nên khó khăn, kể từ tháng 3 năm 2018.

## Sản phẩm
- 130 mm towed field gun M1954 (M-46)
- 9A52-4 Tornado
- 2S9 Nona
- 152 mm towed gun-howitzer M1955 (D-20)
- 122 mm gun M1931/37 (A-19)
- 122 mm howitzer M1938 (M-30)

## Link ngoài
- Website chính thức
- Website chính thức (bằng tiếng Nga)
- Tư liệu liên quan tới Motovilikha Plants tại Wikimedia Commons

Bản mẫu:Techmash